# Yves Chauvin
Yves Chauvin (Menin, Bèlgica 1930 - Tours (França), 27 de gener de 2015) fou un químic francès guardonat amb el Premi Nobel de Química l'any 2005.

## Biografia
Va néixer el 10 d'octubre de 1930 a la ciutat belga de Menin. De ben petit es traslladà amb els seus pares, de nacionalitat francesa, a la ciutat de Tours. Va estudiar química a l'Escola Superior de Química, Física i Electrònica de Lió, on es va graduar el 1954.
Va ser director honorari d'investigacions de l'Institut Francès del Petroli de París, i membre de l'Acadèmia Francesa de Ciències.

## Recerca científica
L'any 1960 es va unir a l'Institut Francès del Petroli com a enginyer investigador en termodinàmica i cinètica aplicada, sent director de la unitat de catàlisi homogènia. Autor de moltes publicacions en el camp de la síntesi orgànica, especialment en metàtesi, l'oligomerització i la polimerització, va compartir l'any 2005 el Premi Nobel de Química amb els químics nord-americans Richard R. Schrock i Robert H. Grubbs pel seu treball desenvolupat durant la dècada del 1970 sobre el desenvolupament del mètode de metàtesi olefínica en síntesi orgànica sobre els alquens.